# Hans von Løwenhielm
Hans von Løwenhielm, född den 28 januari 1627, död den 2 mars 1699, var en dansk militär.
Løwenhielm försvarade som major december 1658-januari 1659 Møn mot svenskarna. Han var senare kommendant på Hammershus och blev 1673 generalmajor i Norge, där han med utmärkelse deltog i Gyldenløvefejden. Han besegrade svenskarna i slaget vid Uddevalla 1677. Løwenhielm befordrades till generallöjtnant 1684.